# Харпер (округ, Канзас)
Ха́рпер (англ. Harper County) — округ в штате Канзас, США. Официально образован 26 февраля 1867 года. По состоянию на 2010 год, численность населения составляла 6 034 человека.

## География
По данным Бюро переписи США, общая площадь округа равняется 2 079,772 км2, из которых 2 074,592 км2 суша и 3,885 км2 или 0,200 % это водоёмы.

## Население
По данным переписи населения 2000 года в округе проживает 6 536 жителей в составе 2 773 домашних хозяйств и 1 807 семей. Плотность населения составляет 3,00 человека на км2. На территории округа насчитывается 3 270 жилых строений, при плотности застройки около 2,00-х строений на км2. Расовый состав населения: белые — 97,23 %, афроамериканцы — 0,83 %, коренные американцы (индейцы) — 0,23 %, азиаты — 0,14 %, гавайцы — 0,02 %, представители других рас — 0,38 %, представители двух или более рас — 1,18 %. Испаноязычные составляли 1,07 % населения независимо от расы.
В составе 27,70 % из общего числа домашних хозяйств проживают дети в возрасте до 18 лет, 55,30 % домашних хозяйств представляют собой супружеские пары проживающие вместе, 6,90 % домашних хозяйств представляют собой одиноких женщин без супруга, 34,80 % домашних хозяйств не имеют отношения к семьям, 32,10 % домашних хозяйств состоят из одного человека, 17,90 % домашних хозяйств состоят из престарелых (65 лет и старше), проживающих в одиночестве. Средний размер домашнего хозяйства составляет 2,30 человека, и средний размер семьи 2,90 человека.
Возрастной состав округа: 24,70 % моложе 18 лет, 6,60 % от 18 до 24, 22,00 % от 25 до 44, 23,50 % от 45 до 64 и 23,50 % от 65 и старше. Средний возраст жителя округа 43 лет. На каждые 100 женщин приходится 93,70 мужчин. На каждые 100 женщин старше 18 лет приходится 91,40 мужчин.
Средний доход на домохозяйство в округе составлял 29 776 USD, на семью — 39 866 USD. Среднестатистический заработок мужчины был 27 869 USD против 20 000 USD для женщины. Доход на душу населения составлял 16 368 USD. Около 8,50 % семей и 11,60 % общего населения находились ниже черты бедности, в том числе — 15,70 % молодёжи (тех, кому ещё не исполнилось 18 лет) и 7,70 % тех, кому было уже больше 65 лет.